# Curcuris
Curcuris é uma comuna italiana da região da Sardenha, província de Oristano, com cerca de 317 habitantes. Estende-se por uma área de 8 km², tendo uma densidade populacional de 40 hab/km². Faz fronteira com Ales, Gonnosnò, Morgongiori, Pompu, Simala.